# Sarcheh Vājel
Sarcheh Vājel (persiska: Vājel, واجل, Banār-e Vājel, سرچه واجل) är en ort i Iran.   Den ligger i provinsen Khuzestan, i den centrala delen av landet, 500 km söder om huvudstaden Teheran. Sarcheh Vājel ligger 1 066 meter över havet och antalet invånare är 815.
Terrängen runt Sarcheh Vājel är kuperad åt sydväst, men åt nordost är den bergig. Runt Sarcheh Vājel är det ganska tätbefolkat, med 52 invånare per kvadratkilometer. Närmaste större samhälle är Şeydūn, 6,0 km söder om Sarcheh Vājel. Omgivningarna runt Sarcheh Vājel är i huvudsak ett öppet busklandskap.